# كشتارغاه (مقاطعة فسا)
كشتارغاه (بالإنجليزية: Keshtargah, Fars)‏ هي human-geographic territorial entity تقع في فارس في إيران.